# Václav Vážný
Václav Vážný (ur. 2 lipca 1892 w Pradze, zm. 26 kwietnia 1966 tamże) – czeski językoznawca, bohemista; profesor na Uniwersytecie Karola w Pradze. Zajmował się językiem czeskim, słowackim, sanskrytem, litewskim, łotewskim i innymi językami indoeuropejskimi. Położył zasługi na polu dialektologii.